# Coprinellus plagioporus
Coprinellus plagioporus es una especie de hongo en la familia Psathyrellaceae. Fue descrito por primera vez en 1941 como Coprinus plagioporus por el micólogo Henri Romagnesi, posteriormente fue transferido al género Coprinellus en 2001.